# Kenneth Rexroth
Kenneth Rexroth (celým jménem Kenneth Charles Marion Rexroth, 22. prosince 1905 – 6. června 1982) byl americký básník, překladatel, kritik a jazzový hudebník. Jako jeden z prvních básníků v USA objevil pro západní literaturu tradiční formy japonské poezie, např. haiku.

## Biografie

### Mladá léta
Kenneth Rexroth se narodil ve městě South Bend v Indianě. Jeho dětství bylo poznamenáno alkoholismem otce Charlese Rexrotha a špatným zdravotním stavem matky Delii Reedové. Matka jej učila doma a ve svých čtyřech letech již dokázal číst. 

Rodiče mu zemřeli v roce 1916 (matka), resp. v roce 1918 (otec) a mladého Rexrotha se ujala teta v Chicagu, kde se zapsal na školu umění Art Institute of Chicago. V Chicagu navštěvoval mítinky politických radikálů a rychle se identifikoval se zájmy proletářské třídy.

### Na cestách
Poté, co Rexrothovi nevyšel plán na cestu kolem světa s přítelem, soustředil se na americký jihozápad – Kansas, Colorado a Nové Mexiko. Poté se přesunul zpátky na východ do Greenwich Village (jedné z nejstarších čtvrtí Manhattanu v New Yorku) a krátce navštěvoval tamní univerzitu The New School, než odešel do kláštera Holy Cross Monastery v New Yorku. Klidný život v klášteře naplněný meditacemi jej uspokojoval a později na něj vzpomínal jako na nejšťastnější období svého mládí. Cítil však, že pro mnišský život nemá potřebné předpoklady a tak záhy odchází. Zůstal mu obdiv k náboženským rituálům a hodnotám mnišství.

V devatenácti se vydal stopem na další cesty, vykonával příležitostné práce a později se nalodil na parní loď v Hobokenu a vydal se prozkoumávat Mexiko a Jižní Ameriku. Také strávil týden v Paříži, kde se setkal s několika avantgardními umělci, např. s Tristanem Tzarou a surrealisty. Dokonce chvíli uvažoval o možnosti usadit se v Paříži, ale nakonec se po domluvě přítele vrátil do USA.

Jakmile se seznámil se svou první ženou, přestěhoval se do San Francisca.

### Láska a sňatek
Rexroth nahlížel na lásku jako na výjimečný akt, jenž může člověka povznést a umožnit mu nadsmyslový prožitek. Dle jeho slov je láska klíčem každé lidské existence, tmelící prvek posvátného svazku manželského.
Kenneth Rexroth pojal v roce 1927 za manželku Andrée Dutcherovou, umělkyni z Chicaga. Přiznal, že se do ní zamiloval na první pohled. Motivoval ji k malování, stejně tak i ona mu poskytovala povzbuzení k psaní. Manželský pár sdílel mnoho zájmů a Rexroth vztah popsal jako bezchybný. Posléze to však mezi nimi začalo skřípat a následoval rozvod (Rexroth měl 35 roků). Andrée zemřela krátce poté (trpěla epilepsií) v roce 1940. Přestože již byli rozvedeni, smrt Andrée Rexrotha velmi zasáhla, napsal několik elegických básní na její počest.
Druhou Rexrothovou ženou se stala zdravotní sestra a básnířka Marie Kassová. V jejich domě se pořádaly literární kroužky, diskuze protiválečných protestujících a Američanů japonské národnosti, kteří se vyhnuli internaci. Rexroth se rozešel s Marií Kassovou v roce 1948.
Následující rok 1949 již Kenneth Rexroth cestoval do Evropy v doprovodu Marthe Larsenové. Dvojice byla oddána v Aix-en-Provence ve Francii, přestože Rexroth ještě nebyl rozveden s Marií Kassovou. Společně s Marthou měli dvě dcery – Mary a Katherine. V roce 1956 se Marthe zamilovala do básníka Roberta Creeleyho a později opustila Kennetha navzdory jeho zoufalým prosbám, aby s ním zůstala. Rexroth pak odstranil ze své básnické tvorby veškeré zmínky o Marthe.
Poté se v jeho životě objevila Carol Tinkerová. Žili spolu nesezdaní po několik let, než se vzali kvůli legálním výhodám sňatku poté, co Rexroth obdržel grant Fulbrightova programu a mohl navštívit Japonsko. Zůstali manželi až do Rexrothova úmrtí v roce 1982.

### Básnické vlivy
Většina Rexrothovy tvorby se dá označit jako „erotická“ či „milostná“ poezie obsahující fascinaci hlubokou láskou. Podle Hammila a Kleinerové „žádné jiné Rexrothovy verše nejsou tak procítěné jako v jeho milostných básních“ .
Kromě vlivu japonských forem poezie se v jeho tvorbě objevuje i inspirace lyrické poezie antického Řecka, zejména od Sapfó. Dalším vzorem byl čínský básník a humanista Tu Fu (jehož překládal).

Co se týče dalších překladů z orientální Asie, byly to díla básníka Li Ch'ing-chao z dynastie Sung a antologie čínských básnířek titulovaná názvem „The Orchid Boat“.

Kenneth Rexroth proklamoval překlad díla The Love Poems of Marichiko „mladé japonské básnířky“, ale později vyšlo najevo, že je sám autorem. Dostalo se mu příznivé kritiky za věrohodné zobrazení díla odlišné kultury.

Rexrothova poezie a eseje reflektuje jeho zájmy v jazzu, politice, kultuře a ekologii.

### Beat generation
Spolu s dalšími členy vznikající hnutí Beat generation Allenem Ginsbergem, Philipem Lamantiou, Michaelem McClurem, Gary Snyderem a Philipem Whalenem pořádají čtení poezie v San Franciscu.
Na jednom z těchto čtení uvedl Ginsberg svou slavnou báseň Kvílení. Tato báseň (potažmo celé hnutí beat generation) se následně v roce 1956 stala příčinou obžaloby o šíření obscénní literatury. Dle tvrzení žaloby se nejednalo o umění, ale pouze o urážky a propagaci drog a alkoholu. Před soudem beatniky zastupoval právě Kenneth Rexroth. Soud vynesl rozsudek, že tato tvorba má svoji uměleckou hodnotu a proto díla beatnických autorů nesmějí být nijak diskriminována. 

Lawrence Ferlinghetti se vyjádřil o Rexrothovi jako o svém učiteli.

Nicméně postupem času se Rexroth k hnutí Beat generation stavěl kriticky. Když byl časopisem Time označen za „otce hnutí beat generation“, odpověděl „entomolog není broukem“.
Kenneth Rexroth vystupuje v románu Jacka Kerouaca Dharmoví tuláci, představuje jej postava Reinhold Cacoethes.

### Kritické práce
Rexroth napsal spoustu literárních kritik, hodně z nich je obsaženo v různých antologiích. Výběr rozličných témat (D. H. Lawrence, gnosticismus, světová náboženství, malířství, čínská literatura, filosofie…) vypovídá o autorově velké sečtělosti a intenzivním sebevzdělávání.

Jak sám uvádí, přečetl celou encyklopedii Encyclopedia Britannica najednou – „jako román“ a v roce 1973 o ní napsal článek.

V roce 1949 zahájilo v Berkeley vysílání místní rádio KPFA. Jeho zakladatel Louis Hill předložil své návrhy ohledně vysílání na schůzi sanfranciských umělců a spisovatelů, kteří se sešli v Rexrothově bytě. Kenneth Rexroth poté v rádiu léta uváděl „Books“ – nepravidelný půlhodinový program, který si doma připravil a nahrál na magnetofonovou pásku. Mnoho z jeho prózy, včetně Autobiografie zaznělo poprvé ve vysílání rádia KPFA.

### Výuka na univerzitě
V letech 1968 – 1973 vyučoval Rexroth na University of California v Santa Barbaře. Stal se známým a oblíbeným mezi studenty – a nechvalně proslulým ve vedení univerzity – díky svým vtipným a rozněcujícím poznámkám k anti-intelektuálním trendům v campusu.

Studenty vybízel k psaní vlastní poezie, tuto si pak ve třídě předčítali. Vše probíhalo v pozitivním duchu až na jeden incident. Některý ze studentů začal předčítat svou práci, která schvalovala násilí proti ženám. Rexroth jej nenechal dokončit čtení, v polovině jej přerušil a vyhodil ze třídy s tím, že v jeho výuce už nebude vítán. Natolik pro něj měla význam idea transcendentální lásky mezi mužem a ženou.

### Politika
Jako mladý muž se Rexroth angažoval v anarchistickém hnutí (aktivně působil v mezinárodním hnutí Industrial Workers of the World ), účastnil se politických přednášek. Pravidelně navštěvoval mítinky v Bug Clubu ve Washingtonově parku, kde se scházeli různí intelektuálové a lidé s revolučním smýšlením. Tyto vztahy mu umožňovaly získat zkušenosti s politickým klimatem a nasát atmosféru nových pokrokových myšlenek.

Lawrence Ferlinghetti vzpomíná, že Rexroth sám sebe charakterizoval jako filosofického anarchistu stýkajícího se s ostatními anarchisty v North Beach v San Franciscu.

Rexrothovy ideje později vykrystalizovaly do konceptu, který nazval termínem „sociální lež“ : společnosti jsou ovládány podvodnou taktikou ve snaze udržet hierarchii vedoucí k vykořisťování a zotročování. 

Tuto skutečnost viděl v každém elementu kultury, včetně literatury, vzdělávání i v sociálních normách.
Kenneth Rexroth jakožto pacifista byl zaníceným odpůrcem ozbrojených konfliktů a během 2.světové války  aktivně pomáhal internovaným Američanům japonského původu.

### Poslední léta
Rexroth zemřel 6. června 1982 v Santa Barbaře. Ke konci života se věnoval především překladům japonských a čínských básnířek a jejich propagaci v Americe. Je pohřben na půdě Santa Barbara Cemetery Association. Epitaf na jeho náhrobku sděluje: „Za svitu úplňku / spící labuť zpívá píseň / na jezeře intelektu.“

## Citát
| „                 | Devětadevadesát procent těch nejhorších lidí, jaké jsem kdy potkal, jsou básníci. | “ |
| — Kenneth Rexroth |                                                                                   |   |

## Dílo
- In What Hour? (1940)
- Another Spring (1942)
- The Phoenix and the Tortoise (1944)
- The Art of Worldly Wisdom (1949). Prairie City, Il: Decker Press
- The Signature of All Things (1949). New York: New Directions
- Beyond the Mountains: Four Plays in Verse (1951). New York: New Directions Press
- Bird in the Bush: Obvious Essays (1959) New York: New Directions
- Assays (1961) New York: New Directions
- Classics Revisited (1964; 1986). New York: New Directions.
- Flower Wreath Hill: Later Poems (1991)
- Collected Shorter Poems (1966). New York: New Directions.
- Collected Longer Poems (1968). New York: New Directions.
- The Alternative Society: Essays from the Other World (1970). Herder & Herder.
- American Poetry in the Twentieth Century (1971). Herder & Herder.
- The Elastic Retort: Essays in Literature and Ideas (1973). Seabury.
- Communalism: From Its Origins to the Twentieth Century (1974). Seabury.
- The Morning Star (1979) New York: New Directions
- Selected Poems (1984). New York: New Directions
- World Outside the Window: Selected Essays (1987). New York: New Directions
- More Classics Revisited (1989). New York: New Directions.
- An Autobiographical Novel (1964; expanded edition, 1991). New York: New Directions
- Kenneth Rexroth & James Laughlin: Selected Letters (1991). Norton.
- With Eye and Ear (1991). Herder & Herder.
- Sacramental Acts: The Love Poems (1997). Copper Canyon Press.
- Swords That Shall Not Strike: Poems of Protest and Rebellion (1999). Glad Day.
- Complete Poems (2003). Copper Canyon Press.